# Лосино
Ло́сино — деревня в муниципальном округе Егорьевск Московской области России .

## География
Деревня Лосино расположена в юго-западной части муниципального округа Егорьевск, в 24 километрах к юго-востоку от города Егорьевск. В 2,5 километрах к юго-востоку от деревни протекает река Цна. Высота над уровнем моря 129 метров.

## Название
В письменных источниках деревня упоминается как Раменейцево Бухарина, Лосина Яма тож (1577 год), Лосино Купелище (1627 год), Лосиная Яма (XVIII век). Позже зафиксировано название Лосино.
Раменеце — уменьшительная форма от термина рамень («зарастающая лесом пашня»), купелище — «место для купания». Элементы Бухарина и Лосина связаны с некалендарными личными именами Бухара и Лось.

## История
До отмены крепостного права деревней владела помещица Полуденская. После 1861 года деревня вошла в состав Круговской волости Егорьевского уезда. Приход находился в селе Круги.
В 1926 году деревня входила в Круговский сельсовет Лелеческой волости Егорьевского уезда.
До 1994 года Лосино входило в состав Бобковского сельсовета Егорьевского района, в 1994—2004 годы — Бобковского сельского округа, а в 1994—2006 годы — Раменского сельского округа.
Входила в состав сельского поселения Раменское.

## Демография
В 1885 году в деревне проживало 181 человек, в 1905 году — 231 человек (112 мужчин, 119 женщин), в 1926 году — 151 человек (77 мужчин, 74 женщины). По переписи 2002 года в деревне не было зарегистрировано постоянного населения. Население — 4 человек (2010).
| 1859 | 1868 | 1885 | 1905 | 1926 | 2002 | 2006 |
| ---- | ---- | ---- | ---- | ---- | ---- | ---- |
| 147  | ↗151 | ↗181 | ↗231 | ↘151 | ↘0   | ↗4   |
| 2010 |      |      |      |      |      |      |
| →4   |      |      |      |      |      |      |